# South Park and Philosophy: You Know, I Learned Something Today
South Park and Philosophy: You Know, I Learned Something Today é o primeiro livro de não ficção da série "Philosophy & Pop Culture" da Blackwell Publishing Company, ele é editado pelo filósofo e ontologista, Robert Arp, na época professor assistente de filosofia na Southwest Minnesota State University. A série em si é editada por William Irwin, professor de filosofia em King's College, Wilkes-Barre, Pensilvânia. O livro utiliza os cinco ramos clássicos da filosofia ocidental, nomeadamente, a metafísica, epistemologia, ética, filosofia política e a lógica, com o objetivo de analisar os episódios de South Park e colocar o programa em um contexto da atual cultura popular.
O livro foi publicado em 1.º de dezembro de 2006. No ano seguinte, South Park and Philosophy: Bigger, Longer and More Penetrating — volume 26 da série Popular Culture and Philosophy da Open Court Publishing Company — foi editado pelo filósofo Richard Hanley.

## Sinopse
O livro inclui contribuições de vinte e dois acadêmicos no campo da filosofia. Os tópicos incluem questões de sexualidade envolvidas nos retratos de Saddam Hussein e Satanás como amantes homossexuais, existencialismo devido à morte de Kenny e um debate sobre se as feministas podem apreciar um show devido a alguns de seus personagens serem misóginos. Os contribuintes da obra utilizam derivados conceitos filosóficos de Platão, Aristóteles, Freud e Sartre, colocando-os em um contexto de South Park.
Os contribuintes do livro tentaram analisar os aspectos filosóficos e culturais de South Park na obra. Um dos autores, David Koepsell, escreveu sobre o controvertido episódio sobre a Cientologia, intitulado: "Trapped in the Closet". Koepsell citou o fato de que a série ganhou um Prêmio Peabody devido à sua vontade de criticar a intolerância em abril de 2006 como uma "preocupação especial para criticar e combater a intolerância" e a noção de que "a Igreja da Cientologia, sofrendo com as percepções amplamente difundidas, procura silenciar ex-membros e outros que criticam suas crenças e práticas" como a motivação por trás do episódio. Ele também analisou a reação do canal Comedy Central ao episódio em si, em uma seção de seu livro intitulada "2005–2006: Comedy Central Caves". Ele menciona o uso de uma legenda no episódio dizendo: "isso é o que Cientologia realmente acredita", observando que o mesmo método foi usado no episódio "All About the Mormons?". Com essa referenciação, Koepsell aparenta apontar uma inconsistência no comportamento do Comedy Central em relação ao episódio. Ele explicou: "Por um longo tiro, foi mais gentil com a Cientologia do que foi com mormonismo". Ele também observou que o canal sugeriu que o episódio não seria retransmitido, mas anunciou a retransmissão em 12 de julho de 2006.

## Repercussão
Uma revisão do Boston Herald chamou a obra de "uma coleção indispensável de ensaios provocadores de pensamentos". O livro foi apresentado no programa de rádio The Book Show na Australian Broadcasting Corporation. A anfitriã do programa, Lynne Mitchell, escreveu que a maioria dos contribuintes do livro conseguiu ensinar filosofia ao leitor enquanto discutia os vários episódios de South Park. No entanto, Mitchell também comentou que ela estava aborrecida por uma entrevista fingida pelo editor com os criadores de South Park, que ela achava que era "um tipo pastiche de South Park". Uma revisão no Publishers Weekly afirmou que "algumas das tentativas dos escritores de humor lowbrow podem ser embaraçosamente fora de marca", mas também observou que os devotos da filosofia pop e os fãs de South Park com uma inclinação filosófica apreciariam o livro".